# Vilém Amort

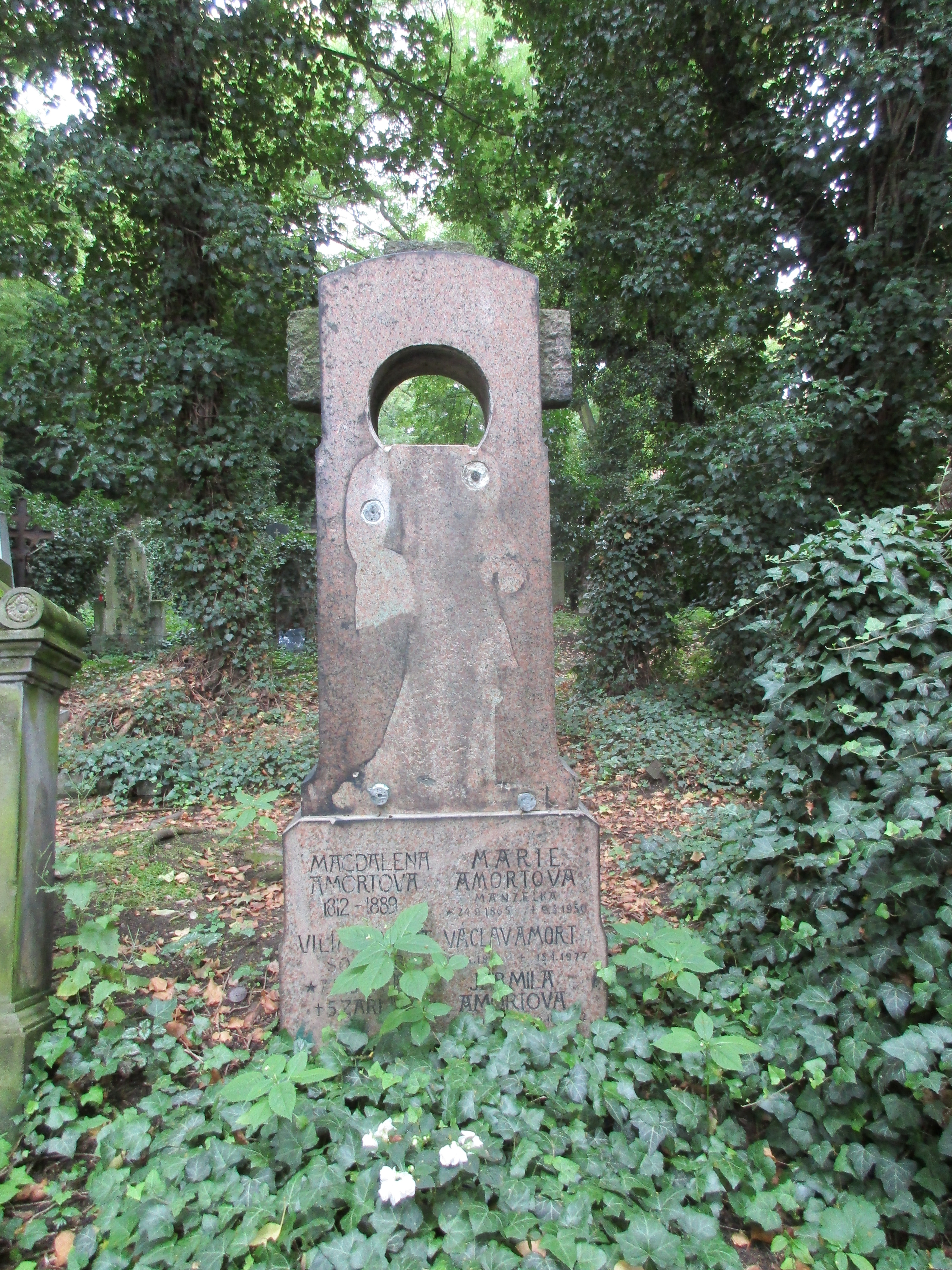
Hrob sochaře Vilíma Amorta a jeho rodiny na Olšanských hřbitovech

Vilém Amort, nebo také Vilím Amort (7. říjen 1864 Kunratice – 5. září 1913 Smíchov), byl český sochař, bratranec sochařů Václava Amorta a Vlastimila Amorta, strýc sochaře Vlastimila Amorta mladšího a dědeček historika Čestmíra Amorta.

## Život
Vilém Amort absolvoval obecnou školu v Berouně a v letech 1879–1882 se vyučil v sochařské a štukatérské firmě svého strýce Aloise Amorta v Olomouci a zároveň zde navštěvoval nedělní školu modelování Antonia Maria Rabenalta. Roku 1882 se přestěhoval do Prahy, ale protože mu chybělo vyšší vzdělání, nemohl se přihlásit ke studiu na Akademii. V 80. a 90. letech pracoval postupně v několika kamenických dílnách v Praze (mj. u firmy Antonín Riedl a spol., v dílně Aloise Folkmanna, Josefa Fikara (Figara), Bohuslava Schnircha, Jakuba Ronce, Celdy Kloučka a dalších.)
9. srpna roku 1887 se Amort oženil s Marií Netrefovou a měl s ní v manželství pět dětí, z nichž tři se dožily dospělosti. Od roku 1890 vystavoval a v roce 1893 vyhrál první cenu v soutěži na pražský pomník mistra Jana Husa. Podnikl několik krátkých cest do zahraničí (Drážďany, Mnichov, Norimberk) a roku 1906 se podílel na zakázce v Lipsku.
Od roku 1896 začal spolupracovat se sochaři Jindřichem Říhou a Josefem Kropáčkem (zvlášť na výzdobě staveb, například Schierův dům), ale kvůli osobním sporům se jejich spolek po třech letech rozpadl. Amort si zřídil vlastní sochařský ateliér roku 1899 a v dalších letech spolupracoval se sochařem Kulou, s vlastníkem slévárny bronzu K. Bendelmayerem a architektem Bóžou Dvořákem. Mezi jeho žáky patřili Karel Opatrný a bratranec Václav Amort nebo malíř Antonín Lewý.
Od raného mládí, kdy hrál jako ochotník, ho zajímalo divadlo. Později se věnoval spolkové činnosti, psal články do časopisů a vedl rozsáhlou korespondenci s tehdejší kulturní elitou. Po celý život pilně navštěvoval divadla, biograf a výstavy, hodně času věnoval četbě poezie, beletrie i nejrůznějších odborných časopisů (Vynálezy a pokroky, časopis Musea království českého), byl aktivní politicky (Klub strany státoprávně pokrokové) i jako člen spolku Budoucnost, nebo zakládající člen Ústřední matice školské. Zasazoval se o obnovu soch Matyáše Brauna a byl i členem několika komisí pro posouzení sochařských soutěží.
Od roku 1896 byl členem Umělecké besedy a krátce i Spolku výtvarných umělců Mánes (SVU Mánes) a v letech 1898–1902 Jednoty umělců výtvarných.
Vilém Amort chápal uměleckou práci jako poslání, kterému je třeba vše obětovat, ale ve svých názorech byl značně konzervativní, neuznával moderní směry umění a vedl polemiku s historiky umění i se spolkem Mánes. Poté, co malíři Beneš Knüpfer a Antonín Slavíček spáchali sebevraždu, se jeho nenávist proti "surové zhovadilosti" kritiky prohloubila a hledal morální oporu pro své postoje u Josefa Maudera. Některé veřejné zakázky nakonec ztratil pro svou konfliktní povahu (Sochy Světlonošů pro most Svatopluka Čecha) a nepohodl se s několika zadavateli náhrobků (mj. Ladislav Rott). Ze svých současníků si vážil belgického sochaře Constantina Meuniera, z českých J. V. Myslbeka nebo Josefa Maudera.
Zemřel v Praze 5. září 1913 ve věku 49 let. Je pohřben na Olšanských hřbitovech.

### Ocenění
- 1911 za akt Marie Magdaléna, finanční cena Akademie věd a umění z fondu JUDr. Josefa Kaňky
- 1913 za "vynikající činnost uměleckou", cena Akademie věd a umění z fondu Svatováclavského

## Dílo
Vilém Amort je autorem komorních děl, řady štukových reliéfů na budovách nebo soch na veřejných prostranstvích v Praze, v Plzni, Berouně, Kolíně, Pardubicích, Poličce, Dvoře Králové, Nymburku, Jiřicích, Přerově, Černošicích, Karlových Varech, Turnově, Klokotech, Valči, Hořovicích a na Želivském klášteře.
Jeho první zakázkou byla busta kardinála hraběte Františka Schönborna, která však nebyla přijata příznivě. Jako portrétní sochař se Amort prosadil až roku 1896 podobiznami Jaroslava Vrchlického a Svatopluka Čecha z karrarského mramoru, které zadavatel věnoval Muzeu království českého. Po roce 1900 vytvořil řadu portrétů pro nakladatele Františka Topiče (například plakety s portréty S. Čecha, J. Nerudy, V. B. Třebízského, B. Smetany a Topičovy ženy), busty Julia Zeyera, Františka Adolfa Šubrta, Karla Václava Raise nebo portrét Františka Ladislava Riegera pro Národní divadlo.
Ve volné sochařské tvorbě se inspiroval literaturou (Lešetínský kovář), náboženskými náměty (Kalvárie, sv. Jan Nepomucký, Ahasvér), svými sny (Žena-matka) nebo přírodní scenérií (Vodník). Zlomovým se pro něj stal rok 1893, kdy nečekaně zvítězil se svým sousoším v soutěži na pomník mistra Jana Husa na Malém rynku na Starém městě v Praze. Pomník však nebyl realizován a další soutěž vypsanou pro hlavní Staroměstské náměstí roku 1900 vyhrála modernější koncepce Ladislava Šalouna. Ostatní návrhy, včetně Amortova, se nedochovaly, ale Amort se pokoušel uspět s novým návrhem ještě roku 1902 a do své smrti se domníval, že se stal obětí nespravedlnosti.

### Realizace (výběr)
- 1893 návrh pomníku Jana Husa v Praze, první soutěž, oceněno 1. cenou (v kameni podle předlohy provedl Vojtěch Brůžek r. 1926, osazeno v Praze-Troji)[7]
- 1893 Náhrobek Aloise Pravoslava Trojana na Vyšehradském hřbitově v Praze
- 1896–1897 Atlanti nesoucí nárožní arkýř, alegorické sochy Stará doba a Nová doba nad vstupem ze Staroměstského náměstí, Schierův dům, čp. 934, Praha 1 – Staré Město, Staroměstské náměstí 5, Pařížská 2[8]
- 1899 Rytíř Roland na štítu radnice v Kolíně
- 1899 Touha, bronzová socha byla původně umístěná v Petřínských sadech. Po opakovaných pokusech o její odcizení byla přemístěna do depozitáře Galerie hlavního města Prahy.
- 1900 štukový reliéf Jan Hus na hranici, č. p. 621, ulice U Divadla, Pardubice
- 1902 štuková výzdoba průčelí Občanské záložny, č. p. 55, Perštýnské náměstí, Pardubice. Horní část: Kristus, střední část: Jan Žižka na koni, dolní část: Slyšení papežského legáta Fantina de Vale u krále Jiříka z Poděbrad  Vilím Amort/ Pardubické plastiky : Slyšení papežského legáta Fantina de Vale u Jiříka z Poděbrad. Zprávy Klubu přátel Pardubicka. 2001, čís. 9/10, s. 227.
- 1903 Výzdoba průčelí a interiéru radnice v Berouně[9]
- 1905 Kristus, štukový reliéf na západním průčelí kostela svatého Jiljí, Pardubice-Pardubičky
- před 1907 socha Světlo na pilířích mostu Svatopluka Čecha,
- před 1907 náhrobek Luďka Marolda, Olšanské hřbitovy, Praha
- 1908 náhrobek rodiny Zbirovských na Vyšehradském hřbitově v Praze
- 1909 Madona s dítětem, průčelí Želivského kláštera
- 1910 busta JUDr. Karla Kramáře, bronz
- kolem 1910 Snímání z kříže, bronz, Husův sbor Praha-Dejvice
- 1913 Ukřižovaný na západním průčelí kostela sv. Bartoloměje, Pardubice,[10]
- reliéf Madona, dům č.p. 586, ulice Bratranců Veverkových, Pardubice
- 1907 sochy Rusalka a Vodník v Květnici na pražském Petříně. Socha Rusalky byla v 90. letech 20. století odcizena. Socha Vodníka byla poté přemístěna do depozitáře Galerie hlavního města Prahy.
- Dohasínající krása u krematoria v Praze
- sochařská výzdoba městského divadla v Plzni

## Galerie

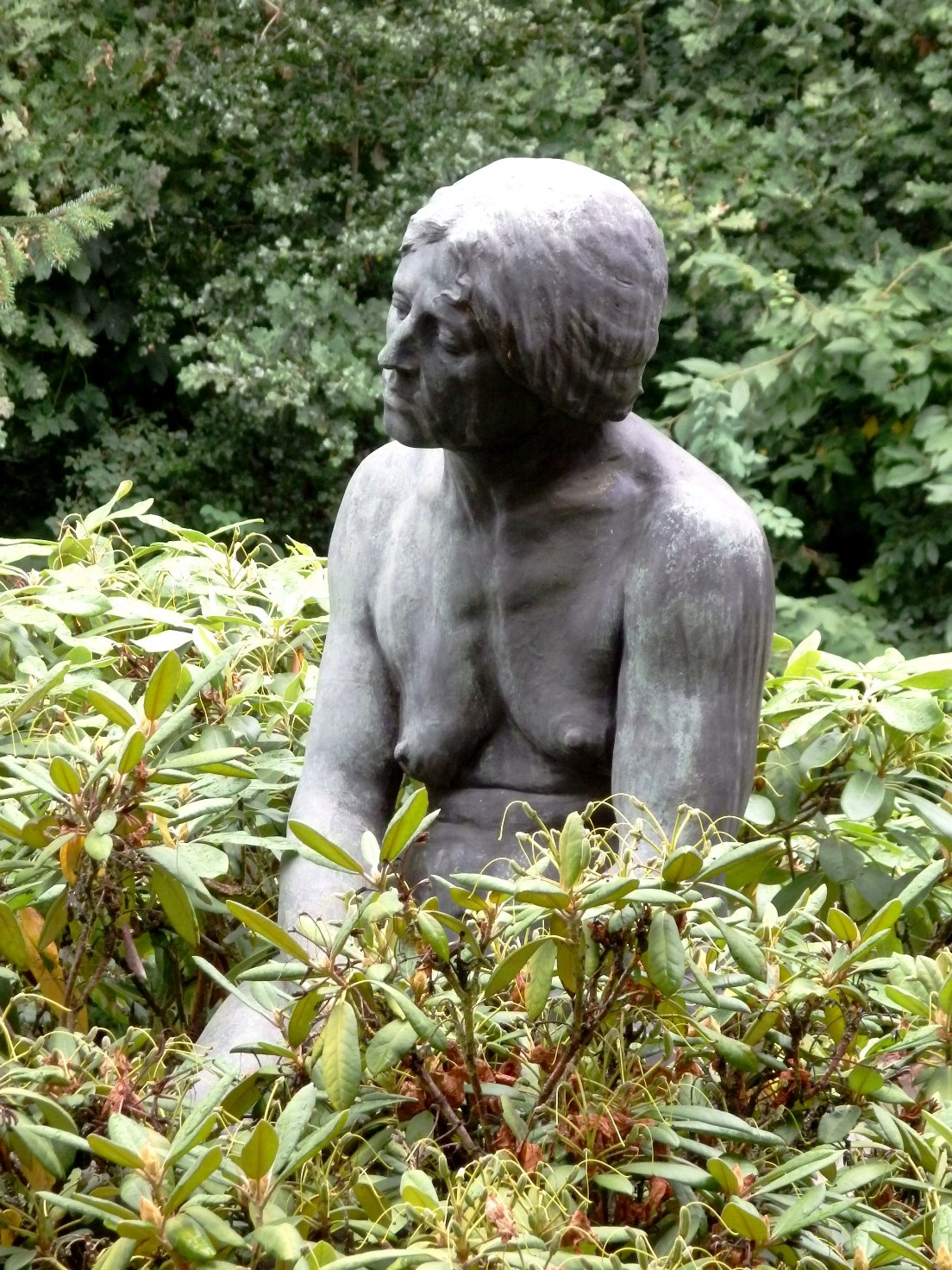
Dohasínající krása – Vilém Amort 1913 (Q106621521)

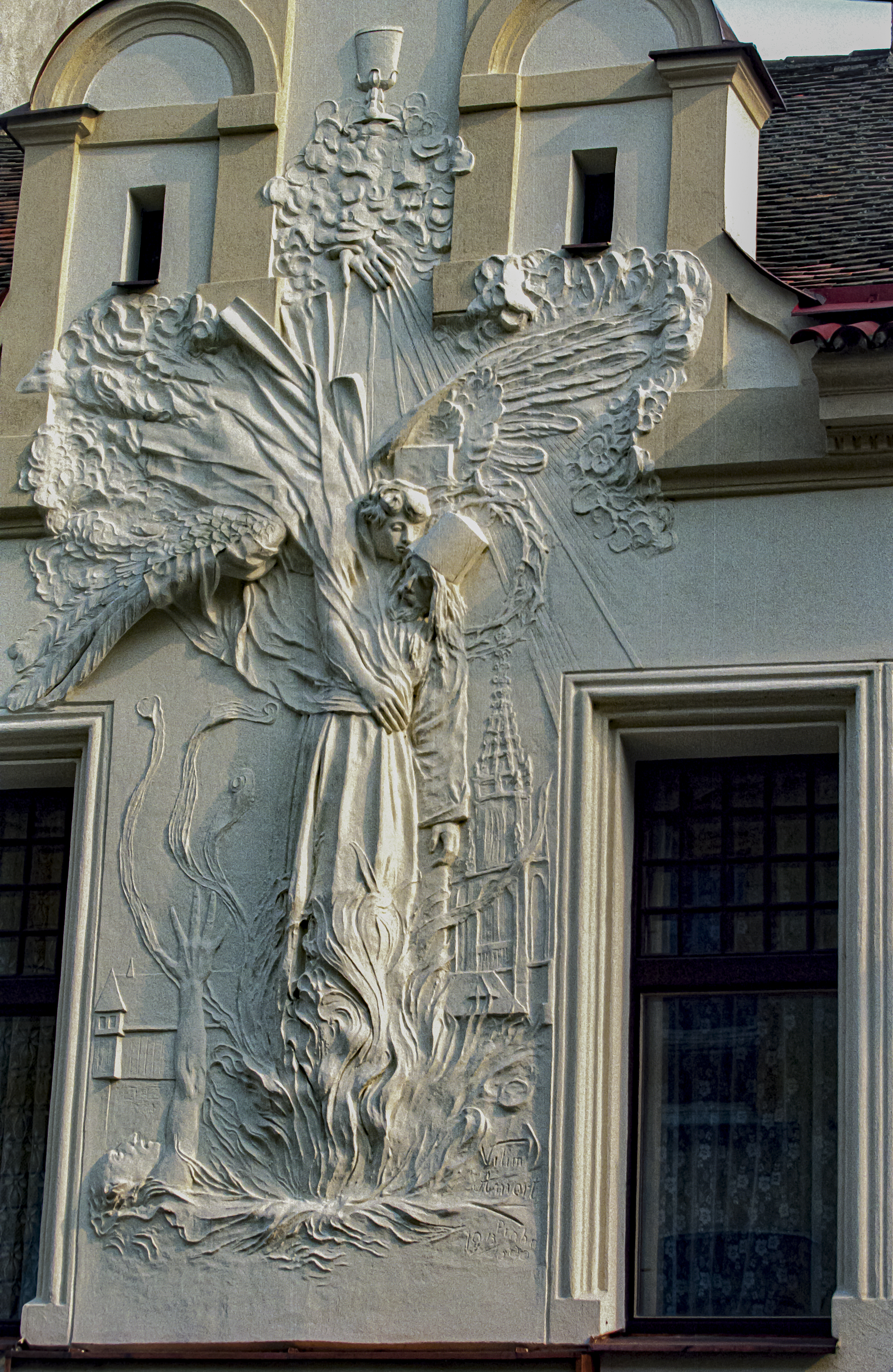
Štukový reliéf Jan Hus na hranici na průčelí domu č.p. 621, ulice U Divadla, Pardubice, 1900
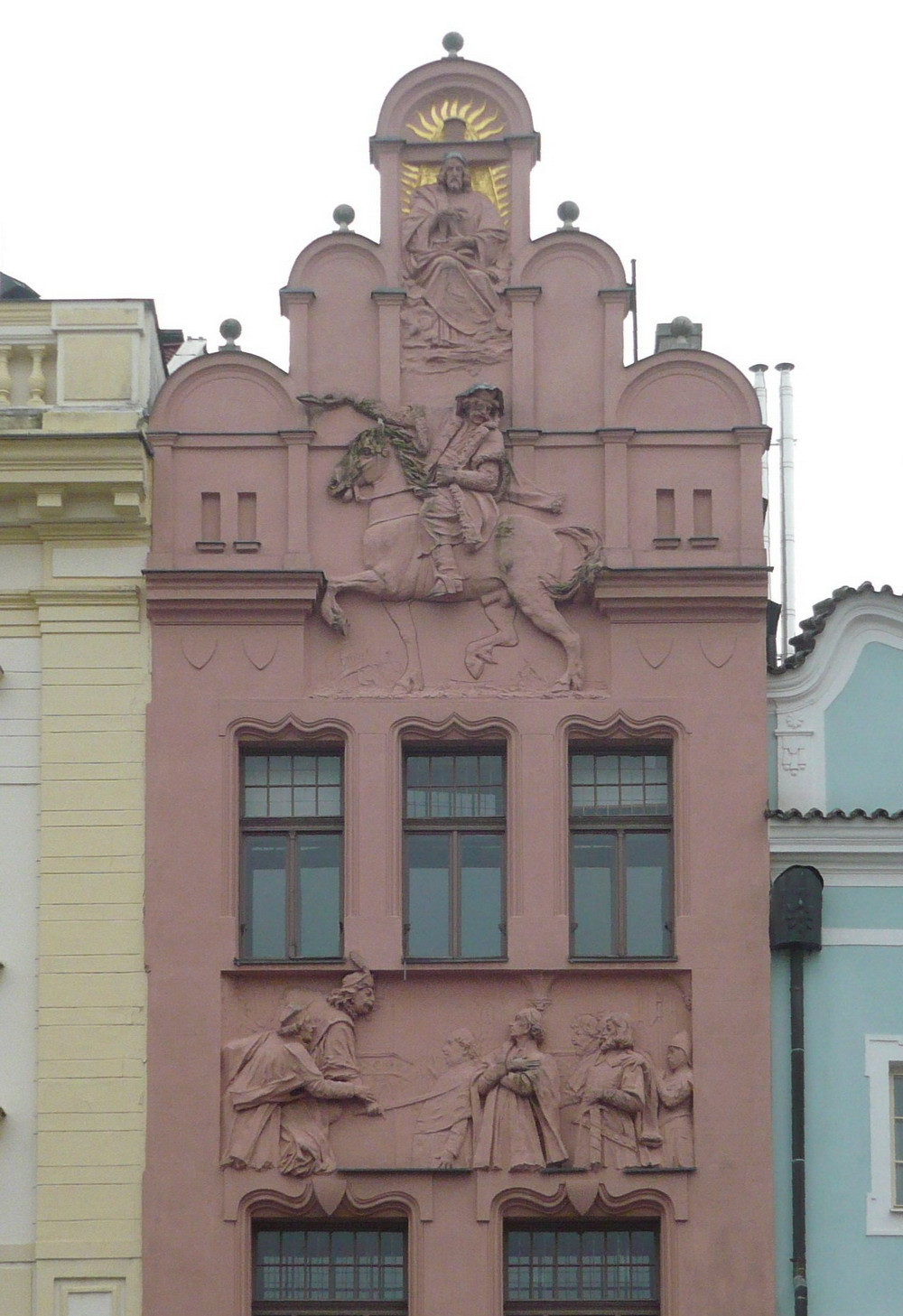
Průčelí bývalé Občanské záložny v Pardubicích, 1902. Horní část: Kristus, střední část: Jan Žižka na koni, dolní část: Slyšení papežského legáta Fantina de Vale u krále Jiříka z Poděbrad, 1902
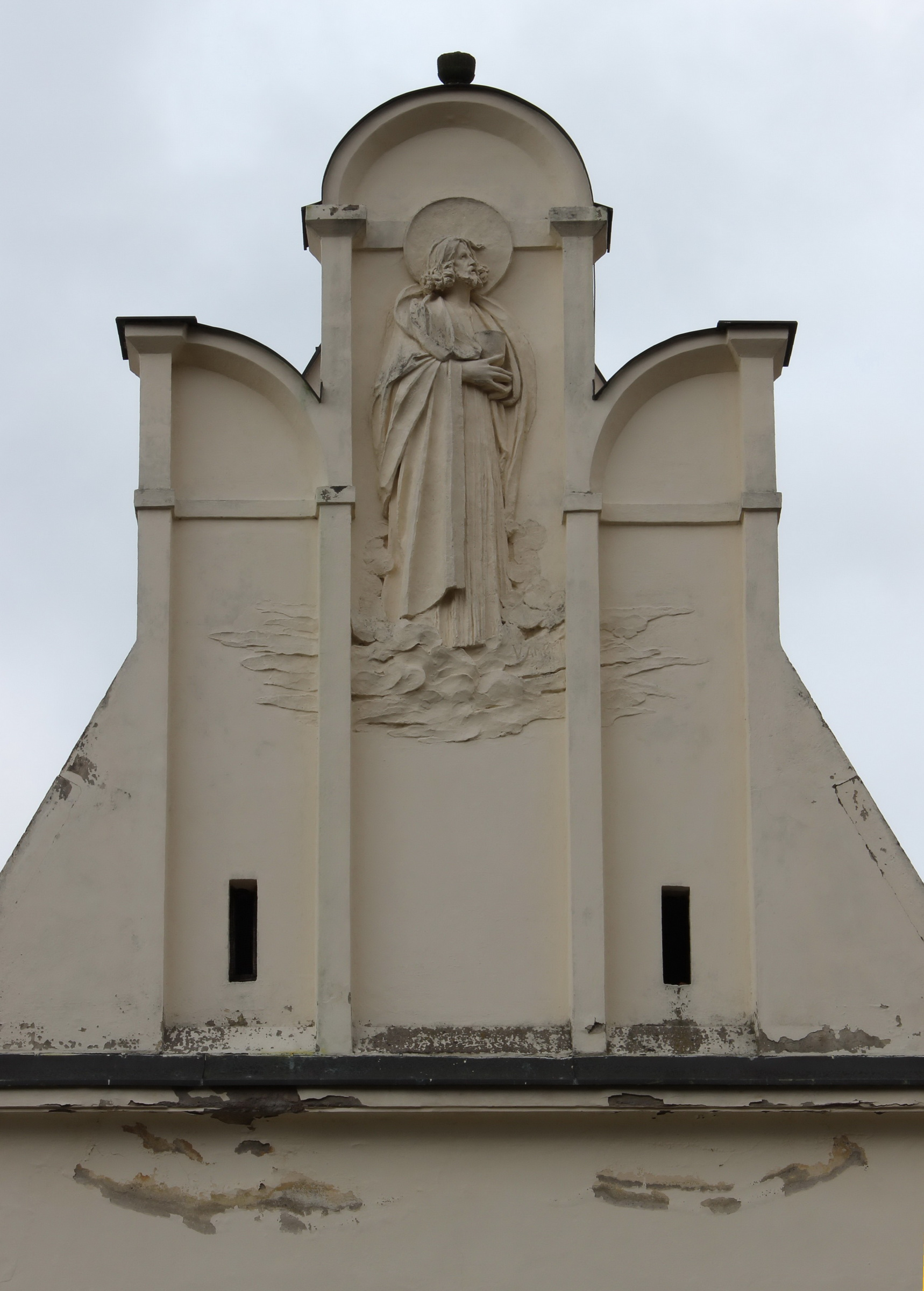
Kostel svatého Jiljí, Pardubice – Pardubičky, západní průčelí. Reliéf Ježíše Krista, 1905
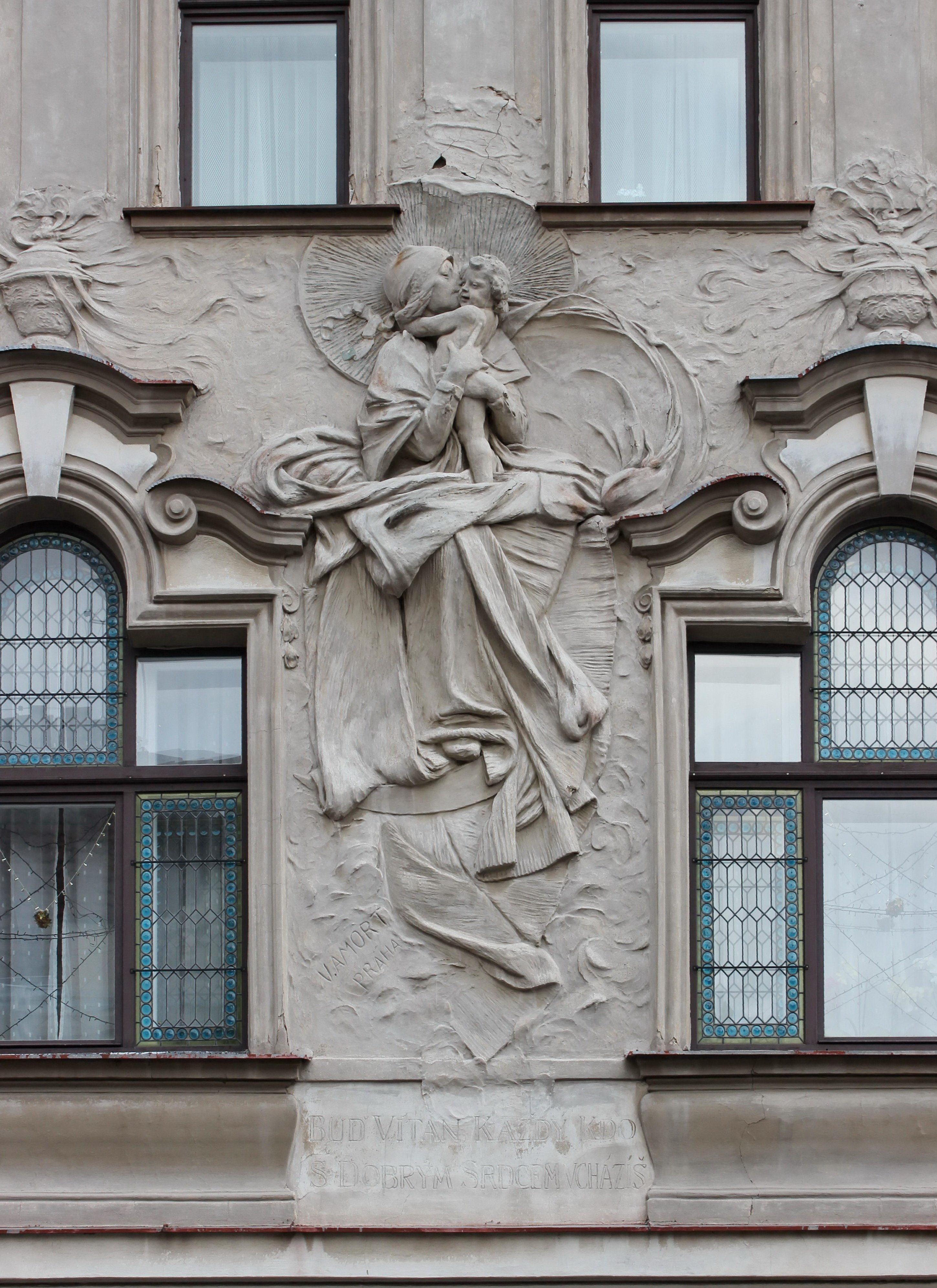
Madona, dům č. p. 586, ulice Bratranců Veverkových, Pardubice.
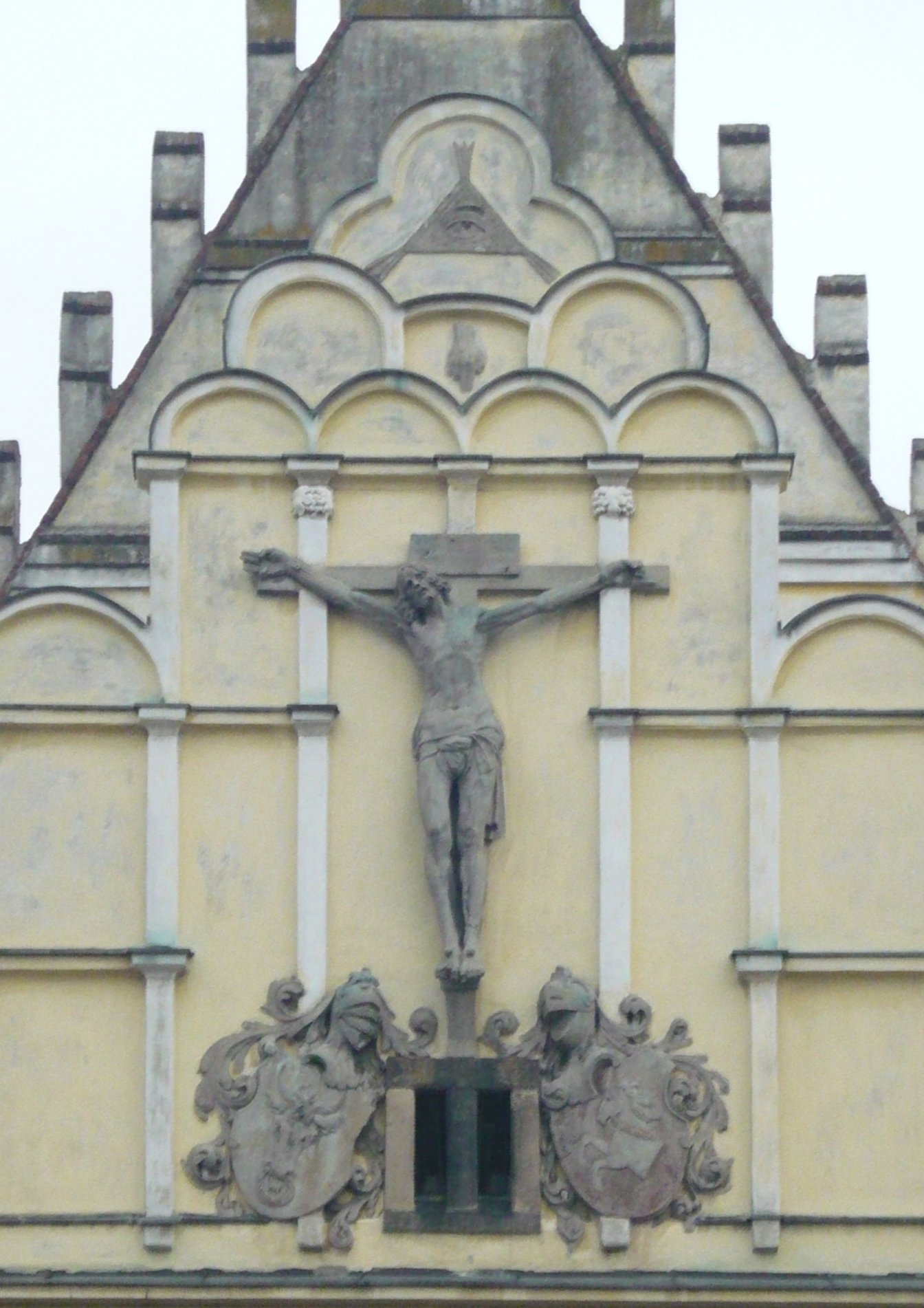
Západní průčelí kostela svatého Bartoloměje v Pardubicích, detail. Štuková výzdoba: Boží oko, Ukřižovaný, erby rodu Pernštejnů a města Pardubic, 1913
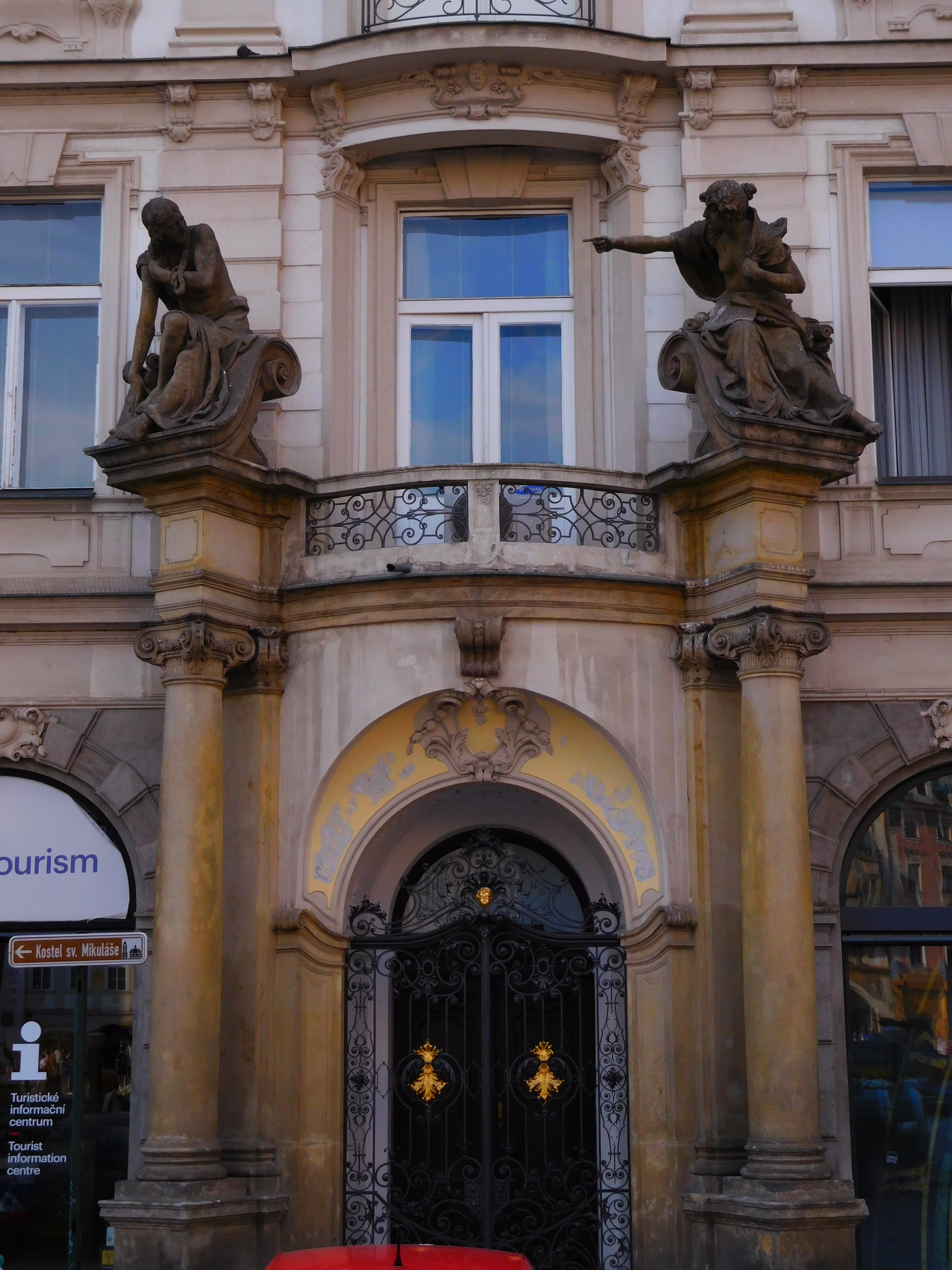
Portál Schierova domu s alegoriemi Staré doby a Nové doby, Staroměstské náměstí 5, Praha. 1897